# 109435 Giraud
109435 Giraud este o planetă minoră (asteroid), cu un diametru de 10,01 km, din centura de asteroizi. A fost descoperită pe 22 august 2001 la Goodricke-Pigott Observatory⁠(d) de Roy A. Tucker⁠(d) și a fost numită după Jean Giraud. 
Obiectul prezintă o orbită caracterizată de o semiaxă mare de 3,1932016572252 UAi, o excentricitate de 0,069827617678567, o înclinație de 21,453837977431 ° în raport cu ecliptica.